# منهاج الصالحين

صورة للغلاف الخارجي من کتاب منهاج الصالحين لأبوالقاسم الخوئي

منهاج الصالحين هو اسم لعدد غفير من الكتب الشيعية. تحتوي كُتب منهاج الصالحين على أجوبة المسائل الاستفتاءات من قبل مراجع الشيعة، وغالبًا ما تكون مُقسَّمة لقسمين، العبادات والمُعاملات. أول من كتب كتابًا يحمل اسم منهاج الصالحين هو السيد محسن الحكيم عام 1356 هـ، وأول من اعتمدها بعد الحكيم هوالسيد أبو القاسم الخوئي فزاد فيها بعض الفروع وأعاد ترتيب بعض المسائل وأدرج عليها تعليقة، ثم دمجها في الأصل فخرجت مطابقة لفتاواه، وكذلك فعل مثله المرجع عبد الاعلى السبزواري وكذلك حذا حذو الخوئي من بعده عدد كبير من تلامذته الكبار الذين تصدوا للمرجعية؛ كان من بينهم: التبريزي، والوحيد الخراساني، والروحاني، والسيستاني، والحكيم، والواعظي، وغيرهم.

## كُتب منهاج الصالحين
- منهاج الصالحين للسيد محسن الحكيم.

كتاب أصول الدين للسيد الخوئي، ويليه كتابي منهاج الصالحين.

- منهاج الصالحين للسيد أبو القاسم الخوئي، ويقع في مُجلَّدين.
- منهاج الصالحين للسيد علي السيستاني.
- منهاج الصالحين للشيخ الوحيد الخراساني
- منهاج الصالحين للسيد محمد سعيد الحكيم
- منهاج الصالحين للشيخ اسحاق الفياض
- منهاج الصالحين للسيد محمود الهاشمي الشاهرودي
- منهاج الصالحين للشيخ محمد السند

الرسائل العملية المسماة ب منهاج الصالحين للمراجع المعاصرين
- منهاج الصالحين للسيد محمد سعيد الحكيم
- منهاج الصالحين - السيد السيستاني

- تطبيق منهاج الصالحين - السيد السيستاني لأجهزة أندرويد

* تطبيق منهاج الصالحين - السيد السيستاني لأجهزة آيفون

## طالع أيضًا
- مرجعية دينية
- فتوى